# 世田谷区立花見堂小学校
世田谷区立花見堂小学校（せたがやくりつはなみどうしょうがっこう）はかつて日本の東京都世田谷区に存在した公立小学校である。2017年に閉校し、分割統合された。

## 概要
児童の急増を受け、世田谷区立若林小学校の分校として開校したのが始まりである。校名は、当地の地名である花見堂から名付けられた。花見堂の地名は、かつてこの地に役人の屋敷で花見などを催すお堂屋敷があったことに由来する。

## 沿革
- 1958年（昭和33年）
  - 9月 - 世田谷区立若林小学校分校として開校
  - 10月31日 - 落成開校記念式・閲覧式が行われて、この日を開校記念日とする
- 1959年（昭和34年）4月 - 世田谷区立花見堂小学校として独立
- 2017年（平成29年）3月31日 - 廃校

## 閉校後
- 当校に所属した教諭は分割先の山崎小学校、代沢小学校に一部が転勤した。
- 廃校後2020年まで、代沢小学校の仮校舎となった。
- 廃校前、花見堂小学校入口と書かれた信号機プレートは、閉校し代沢小学校の仮校舎使用終了後撤去された。
- 廃校後解体され、地域複合施設さくら花見堂が2022年にオープンオープンした[1]。

## 公式ページ
- “花見堂小学校公式ページ”. 2016年4月15日時点のオリジナルよりアーカイブ。2022年9月17日閲覧。
- さくら花見堂公式ページ